# 中島克仁
中島 克仁（中嶋 克仁、なかじま かつひと、1967年9月27日 - ）は、日本の政治家、医師。立憲民主党所属の衆議院議員（5期）。父は参議院議員を務めた中島真人。

## 来歴
山梨県甲府市生まれ。甲府市立北西中学校、山梨県立韮崎高等学校、帝京大学医学部卒業。大学卒業後、帝京大学医学部附属病院や山梨大学医学部附属病院、韮崎市立病院の勤務医を経て、北杜市で診療所を設立。
2012年、第46回衆議院議員総選挙にみんなの党公認・日本維新の会推薦で山梨3区から出馬。選挙区では民主党の後藤斎、自由民主党の中谷真一の後塵を拝し得票数は3位だったが、重複立候補していた比例南関東ブロックで復活し、初当選した。
2014年11月19日、みんなの党は両院議員総会を開き、解党。翌11月20日、みんなの党に離党届を提出した中島、山内康一は民主党に入党申請を行い、承認された。同年の第47回衆議院議員総選挙では山梨1区（2013年に選挙区の区割が変更されたため山梨3区は廃止され、全域が山梨1区に編入された）から民主党の公認を受け出馬。なお、当初は旧山梨1区が地盤であった維新の党の小沢鋭仁国会議員団幹事長も山梨1区から出馬する意向であったが、12月1日、選挙区調整により比例近畿ブロック（単独1位）へ転出したため、山梨1区の野党系候補は中島に一本化された（ただし、日本共産党は公認候補を擁立した）。山梨1区には自民党から前職の宮川典子が出馬したが、中島が宮川を1,085票の僅差で破り、再選（宮川も比例復活）。2016年3月27日、民主党に維新の党が合流して結党した民進党に参加した。
2017年の第48回衆議院議員総選挙に際しては、前原誠司代表が9月28日、民進党を事実上解党し、希望の党からの立候補を容認する方針を表明。中島は希望の党や、立憲民主党の公認も受けない無所属での出馬を表明し、コスタリカ方式により自民党公認で山梨1区から出馬した中谷真一を1,131票差で破り、3選（中谷も比例復活）。当選後、通常国会までに所属政党を判断する意向を示した。11月1日、臨時国会における首班指名選挙ではただ1人、前原誠司に投票した。
2018年5月7日、民進党・希望の党が合流して結党した国民民主党への参加を見送った。その後は会派にも所属せず、無所属で活動してきたが、2019年1月16日、無所属の会が会派名を社会保障を立て直す国民会議に改称し、無所属の会に所属していた野田佳彦、玄葉光一郎、広田一、本村賢太郎に加え、中島、重徳和彦、井出庸生が参加した。2020年、立憲民主党に合流した。
2021年10月31日の第49回衆議院議員総選挙では、中谷に小選挙区で敗れたものの比例復活により4選。
2024年9月23日に実施された代表選挙では野田佳彦の推薦人に名を連ねた。
2024年10月27日の第50回衆議院議員総選挙では、中谷を破り5選。

## 政策・主張
- 2013年11月26日、特定秘密保護法案の衆議院本会議における採決で賛成票を投じた[22]が、2014年の第47回衆議院議員総選挙に際しては、特定秘密保護法への反対意見を表明した[23]。
- 憲法への緊急事態条項の創設や、参議院議員通常選挙で隣接する選挙区を1つの選挙区にする合区をなくすための憲法改正に反対だが、第9条や日本国憲法全体の改正への賛否は明らかにしていない[24]。
- アベノミクスを評価しない[24]。
- 高収入の一部専門職を労働時間規制から除外する高度プロフェッショナル制度の導入に反対[24]。
- 日本の原子力発電について「当面は必要だが、将来的には廃止すべき」としている[24]。
- カジノの解禁に反対[24]。
- 日本の核武装について「将来にわたって検討すべきでない」としており、非核三原則の「持ち込ませず」の部分についても「議論する必要はない」としている[24]。
- 女性宮家の創設に反対[24]。
- 自身は喫煙者であるものの、受動喫煙防止を目的に飲食店などの建物内を原則禁煙とする法改正に賛成している[25]。

## 人物
- 中学2年生、高校1年生の時に受けた手術の担当医への憧れから、父・真人の勧めもあり医師を志した[4]。
- 父・真人も教員出身であり、同じ元教員の輿石東は党派を超えて親しい関係にあった。輿石は中島の母校である山梨県立韮崎高等学校の先輩であり、2014年に民主党入党を表明した際も、記者会見で「お世話になった（輿石）先生と日本のため、地元山梨のために入党させていただけるのは政治家として新たな一歩だ」と述べている[2]。
- 2018年1月、民進党が政党交付金の申請を行うにあたり、中島は民進党籍を有していたものの、「（前年の総選挙を）無所属で戦ったのに、民進党の政党交付金を受け取るのは筋が通らない」として、自身の議席の分に相当する政党交付金申請への同意を拒否した[26]。

## 議員連盟
- 子どもへのワクチン接種とワクチン後遺症を考える超党派議員連盟[27]

## 選挙歴
| 当落 | 選挙                   | 執行日         | 年齢 | 選挙区      | 政党       | 得票数     | 得票率 | 定数 | 得票順位 /候補者数 | 政党内比例順位 /政党当選者数 |
| ---- | ---------------------- | -------------- | ---- | ----------- | ---------- | ---------- | ------ | ---- | ------------------ | ---------------------------- |
| 比当 | 第46回衆議院議員総選挙 | 2012年12月16日 | 45   | 山梨県第3区 | みんなの党 | 3万8620票  | 25.60% | 1    | 3/4                | 2/3                          |
| 当   | 第47回衆議院議員総選挙 | 2014年12月14日 | 47   | 山梨県第1区 | 民主党     | 10万2111票 | 43.96% | 1    | 1/3                | /                            |
| 当   | 第48回衆議院議員総選挙 | 2017年10月22日 | 50   | 山梨県第1区 | 無所属     | 10万7007票 | 44.34% | 1    | 1/4                | /                            |
| 比当 | 第49回衆議院議員総選挙 | 2021年10月31日 | 54   | 山梨県第1区 | 立憲民主党 | 11万8223票 | 47.60% | 1    | 2/3                | 4/5                          |
| 当   | 第50回衆議院議員総選挙 | 2024年10月27日 | 57   | 山梨県第1区 | 立憲民主党 | 10万7050票 | 45.87% | 1    | 1/4                | /                            |